# Festival de Cinema Gay e Lésbico de Hong Kong

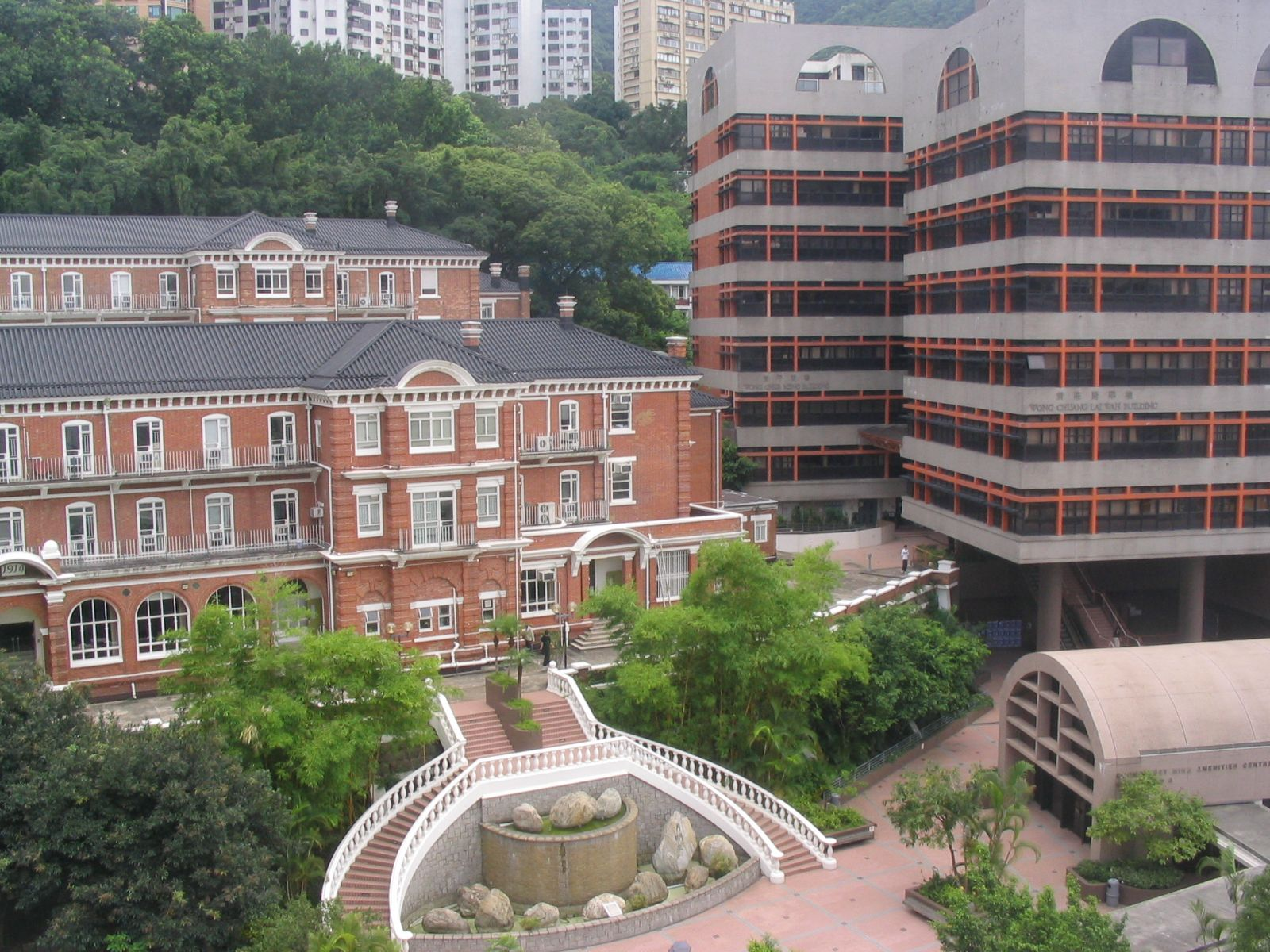
A Universidade de Hong Kong é um dos principais locais onde o Hong Kong Lesbian & Gay Film Festival é sediado.

O Hong Kong Lesbian & Gay Film Festival (HKLGFF) (em chinês: 香港同志影展), conhecido em chinês como Hong Kong Tongzhi Film Festival, é um festival de cinema LGBT realizado anualmente no mês de setembro, em Hong Kong. Ele é supostamente o mais antigo festival de cinema LGBT na Ásia, tendo sido realizado continuadamente desde 1989.

## História e visão geral
O Hong Kong Lesbian & Gay Film Festival foi fundado por Wouter Barendrecht e organizado por Edward Lam em 1989, recebendo um relevante apoio de patrocínio pelo Centro de Artes de Hong Kong. Foi realizado anualmente até 1999, quando foi cancelado devido às vendas de bilhetes decepcionantes. Em 2000, Wouter Barendrecht e Ray Yeung reorganizaram novamente o festival de cinema. Eles criaram a Hong Kong Lesbian & Gay Film Festival Society, em 2001, com a finalidade de o festival de cinema poder encontrar o seu próprio financiamento e não ser dependente do Centro de Artes de Hong Kong. Wouter Barendrecht e Edward Lam convidaram o diretor Yang Yao Kai para integrar a equipe de realização anual do Hong Kong Lesbian & Gay Film Festival, depois da suspensão do festival por problemas de bilheteria e da perda de patrocínio por parte do Centro de Artes de Hong Kong. A princípio, o festival foi renomeado para "Hong Kong Film Festival Tongzhi", mas o nome não foi logo assemelhado ao antigo festival já existente. Assim, em 2001, Hong Kong Lesbian & Gay Film Festival passou a exibir seu nome antigo, através de um consenso entre os três organizadores. Yang Yao Kai deixou a organização do evento em 2003.
O Hong Kong Lesbian & Gay Film Festival procura apresentar filmes contemporâneos e históricos raros, em uma ampla gama de temas LGBT, provenientes tanto de Hong Kong como de todo o mundo. As suas atividades são dirigidas pelo Lesbian and Gay Film Festival Foundation Hong Kong, com uma visão de promoção da igualdade de oportunidades e eliminação da discriminação contra grupos minoritários sexuais em Hong Kong, através de obras cinematográficas de arte. O Festival é exibido anualmente sempre no mês de setembro e, em chinês, é conhecido como "Hong Kong Tongzhi Film Festival", tanto com o título e a ressurreição da palavra Tongzhi (em chinês: 同志; pinyin: Tongzhi), que se traduz, literalmente, como "camaradas" ou "parceiros", uma ideia advinda de um dos seus primeiros organizadores, Edward Lam.